# Jordan Pundik
Jordan Isaak Pundik (nascido em 12 de outubro de 1979, em Englewood, Nova Jersey) é um músico e compositor americano. Ele é um membro fundador e vocalista da banda de pop punk da Flórida New Found Glory, para quem ele canta vocais e contribui nas letras. Ele também foi o guitarrista em projeto paralelo da banda extinta, os International Superheroes of Hardcore, onde se apresentou sob o pseudônimo de "Chugga Chugga".

## Biografia
Jordan Pundik nasceu em Englewood, Nova Jersey, filho de Carlos e Maureen Pundik. Sua família se mudou para Pompano Beach, Flórida, quando ele tinha 3 anos de idade. Ele tem um irmão chamado Daniel e uma irmã chamada Edra.

## Carreira musical
As origens da banda New Found Glory, começaram no verão de 1997, quando Pundik conheceu Steve Klein em Marjory Stoneman Douglas High School e o par começou a escrever música juntos. Pundik declarou mais tarde que o nome da banda foi criado, enquanto ele e Klein estavam trabalhando no Red Lobster juntos. Pundik disse: "Nós viemos com um New Found Glory, que o escreveu em um guardanapo. Acho que puxou alguns deles de um novo interesse em Massachusetts pelos Get Up Kids". Eles recrutaram um amigo, Ian Grushka no baixo, que eles já havia tocado com uma banda chamada "Inner City Kids". A banda praticou na garagem de Grushka, e mais tarde convidou Joe "Taco Joe" Marino para tocar bateria. Pouco tempo depois, Chad Gilbert (guitarra), ex-vocalista do Shai Hulud, juntou-se para completar o quinteto.
Além de seu trabalho com New Found Glory, Pundik também tem colaborado com muitos artistas. Seus vocais também aparecem nas faixas "Kings of Hollywood" e "You're Not Alone" no álbum Before Everything & Afterde 2003 do MxPx. Ele também fez backing vocal para a música "Cat Like Thief", do Box Car Racer, juntamente com Tim Armstrong do Rancid. Jordan também aparece no Hope After the End/A Stab In The Dark split EP com Ned Harrington. Em 2004, ele apareceu na música do Breakdance Vietnam "Graves of Mistakes", do álbum Memories of Better Days, lançado pela Broken Sounds Records. Jordan também contribuiu com vocais em "You're the Wanker, If Anyone Is" por Say Anything ao lado colega Chad Gilbert. Jordan também contribuiu com vocais na pista b-side intitulado "The Lost Boys" por Set Your Goals. Jordan também é destaque no vídeo da música da banda de Midtown "Just Rock & Roll". Em 2010, Pundik colaborou com Hayley Williams do Paramore e com Ethan Luck do Relient K, para um cover punk rock da música Bed Intruder Song.
Em 2012 sua banda "suburban punk" Domestikated (que consiste na dele e no Ethan Luck do Relient K) lançou um EP chamado 5 Minutes in Timeout!. No EP há também uma colaboração com Hayley Williams, na faixa What's His Name (feat. Becca).

## Vida Pessoal
Em 2003, Jordan noivou com sua namorada de longa data Stacey Griemsmann; o casal se casou em 5 de setembro de 2005. Eles se divorciaram 15 de fevereiro de 2007. No final de 2008, ele se envolveu com sua atual esposa, Mandy Gerling. O par casou 23 de maio de 2009 em Oceanside, CA, onde reside atualmente. Eles têm dois filhos, nascidos em 2010 e 2013.
Pundik afirmou que o Nirvana é a sua maior inspiração.

## Discografia

### New Found Glory
- 1997: It's All About The Girls (EP)
- 1999: Nothing Gold Can Stay
- 2000: From the Screen to Your Stereo (EP)
- 2000: New Found Glory
- 2002: Sticks and Stones
- 2004: Catalyst
- 2006: Coming Home
- 2007: From the Screen to Your Stereo Part II
- 2008: Hits
- 2008: Tip of the Iceberg
- 2009: Not Without a Fight
- 2011: Radiosugery

### Com International Superheroes of Hardcore
- 2008: Takin' it Ova!
- 2008: HPxHC (EP)